# Мінамото-но Йосіцуне

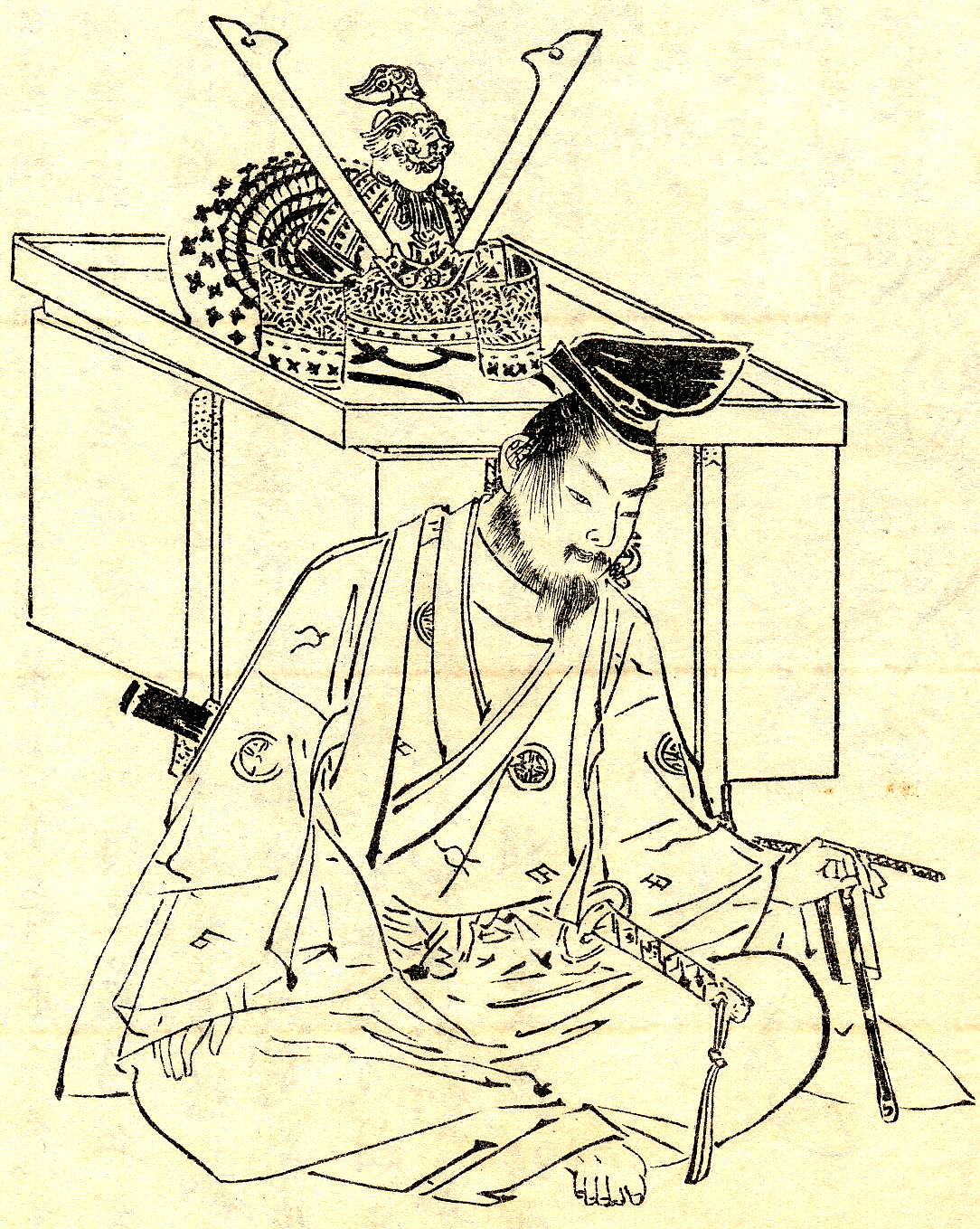
Мінамото-но Йосіцуне.

Легендарний спуск Йосіцуне зі скелі в битві при Ітінотані.

Мінамо́то-но Йосіцу́не (яп. 【源義経】 みなもとのよしつね; 1159 — 1189) — японський військовик, самурайський полководець, національний герой. Дев'ятий син Мінамото-но Йосітомо. Молодший звідний брат шьоґуна Мінамото но Йорітомо. Також — Мінамото Йосіцуне, пан-сотник.

## Біографія
Після смути Хейдзі 1159 помилуваний Тайрою-но Кійоморі завдяки своїй матері-красуні Токіва, що стала наложницею диктатора. З досягненням юнацького віку силою був відправлений у пристоличний монастир Курамадера. За легендами, навчався там бойовим мистецтвам і стратегії від духів тенґу. Згодом втік під протекцію Фудзівари но Хідехіри, голови муцівських Фудзівара, володарів Північної Японії. 
У 1180 прибув до Камакури, до свого брата Мінамото но Йорітомо, який піднявся на боротьбу з диктаторами роду Тайра.
У 1183 очолив один з корпусів братових військ і вирушив на захід.
У 1184 розбив опозиційні сили Кісо-но Йосінаки і завоював Кіото. Згодом у битвах при Ітінотані, при Яшімі і при Данноура знищив рід Тайра і здобув велику популярність серед самураїв. 
У 1185 без дозволу брата прийняв від екс-Імператора Ґо-Шіракава посаду сотника — голови кіотської поліції (検非違使尉, кібіїші-но-джьо). Це спричинило розрив стосунків з Йорітомо. За підтримки Ґо-Сіракави проголосив каральний похід проти брата, але не знайшов підтримки серед провінційних володарів, яких контролював Йорітомо. 
Під час виправи на захід в пошуках підкріплень був проголошений «ворогом трону». Втративши військо та залишивши вагітну кохану, втік на північ до Фуджівари-но Хідехіри. Однак після смерті останнього, черговий голова муцівських Фуджівара, Фуджівара-но Ясухіра атакував його резиденцію. В нерівному бою загубив усіх своїх васалів і вчинив самогубство у будинку Коромоґава. 
За деякими середньовічними легендами, разом із своїм підопічним Мусасі Бенкеєм врятувався втечею на Хоккайдо або Монголії, де став Чингіз ханом.
Трагічне життя Мінамото-но Йосіцуне послугувало темою багатьох японських літературних творів, картин і фільмів. Починаючи з середини 13 століття він вважається одним з найпопулярніших персонажів японської історії. Йосіцуне є еталоном більшості японських національних героїв, таких як Ода Нобунаґа чи Сакамото Рьома, які попри свої таланти і успіхи трагічно закінчили життя, так і не реалізувавши своїх планів.

## Імена
- Дитяче: Ушівака 【牛若丸】 «Бичок»
- Чернече: Шянао 【遮那王】
- Звичайне тимчасове: Куро 【九郎】 «Дев'ятий син»
- Власне офіційне: Йосіцуне 【義経】
- Прізвисько: Пан-сотник 【判官】